# Tomáš Kořínek

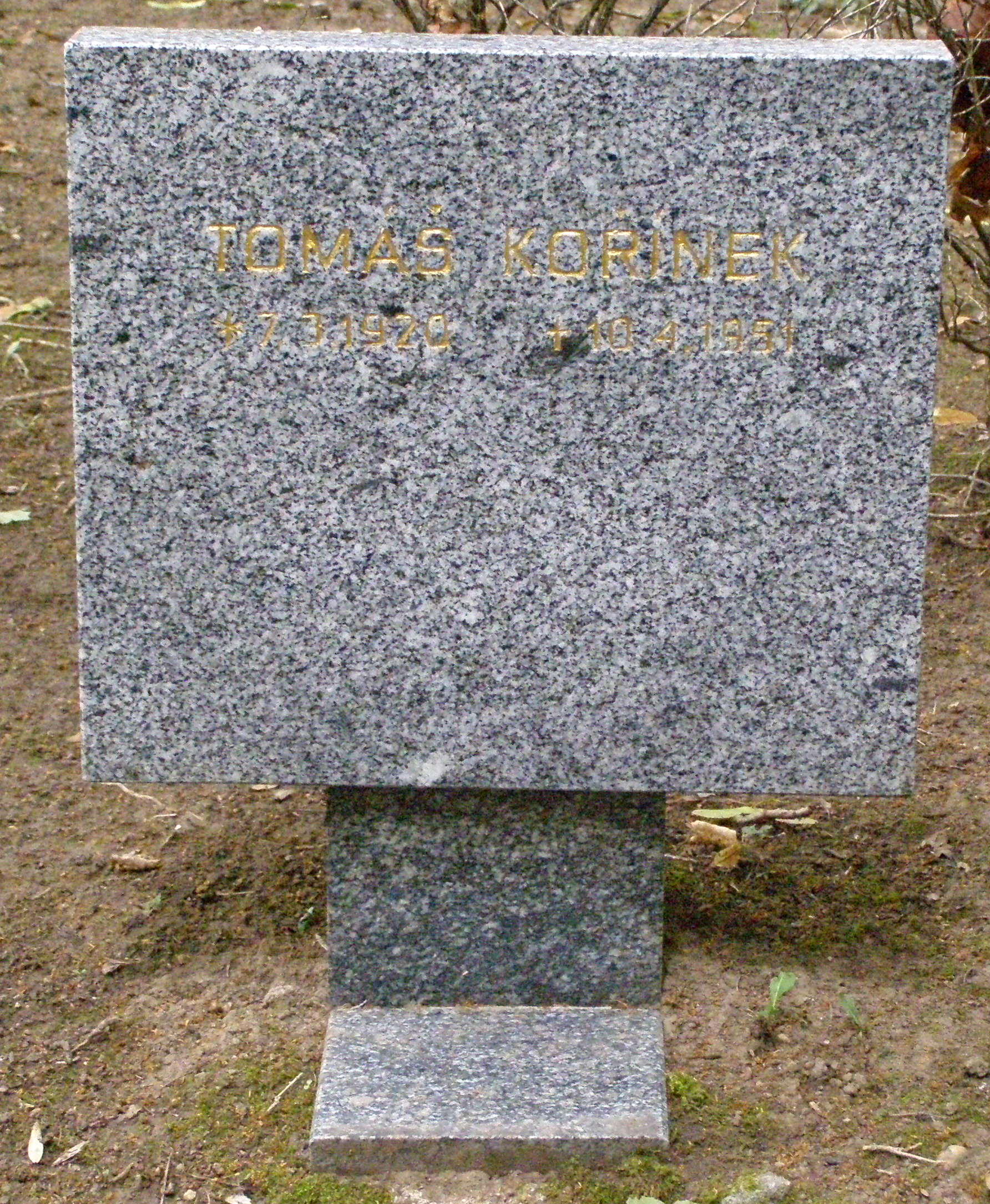
Symbolický hrob na Čestném pohřebišti popravených a umučených z padesátých let (III. odboj) na Ďáblickém hřbitově v Praze

Tomáš Kořínek (7. března 1920 Žleby – 10. dubna 1951 Věznice Pankrác) byl český učitel odsouzený v politickém procesu komunistickým režimem k trestu smrti a v roce 1951 popraven.

## Životopis
Narodil se v roce 1920 ve Žlebech. Živil se jako učitel. Později začal trpět schizofrenií a od roku 1948 tak byl v invalidním důchodu.

### Zatčení a smrt
V červenci 1950 byl zatčen v rámci Akce Teroristé poté, co byly ve Žlebech v roce 1950 spáchány dva ozbrojené útoky (jeden v březnu a druhý v červenci) na místního funkcionáře KSČ, přičemž ten druhý útok nepřežil. V oblasti byl navíc aktivní protirežimní odboj, který šířil protirežimní letáky a místní funkcionáře zastrašoval. Po svém zatčení se Kořínek po brutálním mučení přiznal k některým z těchto skutků včetně vraždy komunistického funkcionáře. Státní bezpečnost se všechny skutečné i domnělé aktéry odboje rozhodla odsoudit v exemplárním politickém procesu konaném v Čáslavi. Kořínek v něm byl i přes svou duševní poruchu v březnu 1951 odsouzen za trestné činy velezrady, vraždy pokusu o vraždu, návodu a pomoci k vraždě a obecné ohrožení k trestu smrti. Popraven byl v dubnu 1951 spolu se svým bratrem Vladimírem a Bohumilem Krulišem. Několik dalších osob bylo v procesu odsouzeno k dlouholetým trestům odnětí svobody. Rehabilitován byl v roce 1968. Za skutečně byl protikomunistickým odbojářem a zda, či případně jaký, měl podíl na oblasti v odboji, je dodnes nejasné.